# Нижний Ильдикан
Ни́жний Ильдика́н — село в Балейском районе Забайкальского края России. Административный центр сельского поселения «Нижнеильдиканское».

## География
Село находится в восточной части района, на правом берегу реки Ильдикан (приток реки Талангуй), на расстоянии примерно 30 км (по прямой) к востоку-северо-востоку (ENE) от города Балей, административного центра района. Абсолютная высота — 662 м над уровнем моря. В окрестностях Нижнего Ильдикана находится Алиинское месторождение россыпного золота.
Климат
Климат характеризуется как резко континентальный с продолжительной холодной малоснежной зимой. Абсолютный минимум температуры воздуха самого холодного месяца (января) составляет −45,5 °C; абсолютный максимум самого тёплого месяца (июля) — 39,2 °C. Среднегодовое количество атмосферных осадков составляет 308,3 мм.
Часовой пояс
Село Нижний Ильдикан находится в часовой зоне МСК+6. Смещение применяемого времени относительно UTC составляет +9:00.

## История
Основано в конце XVIII века ссыльными участниками Пугачёвского восстания. В 1872—1918 годах село являлось центром Ильдиканской станицы 3-го военного отдела Забайкальского казачьего войска. К 1923 году — в составе Ильдинканской волости. В 1915 году станица Ильдиканская 3-го военного отдела Забайкальского казачьего войска переименована в Кияшковскую, в честь генерал-лейтенанта Кияшко.

## Население
| 1902 | 1989 | 2002 | 2010 | 2021 |
| ---- | ---- | ---- | ---- | ---- |
| 997  | ↘959 | ↘723 | ↘600 | ↘441 |

Половой состав
По данным Всероссийской переписи населения 2010 года, в гендерной структуре населения мужчины составляли 48,2 %, женщины — соответственно 51,8 %.
Национальный состав
Согласно результатам переписи 2002 года, в национальной структуре населения русские составляли 100 % из 723 чел.

## Улицы
| - ул. Луговая, - ул. Молодёжная, - ул. Набережная, - ул. Советская, | - ул. Специалистов, - ул. Школьная, - ул. Якимовская. |

## Инфраструктура
В селе функционируют средняя общеобразовательная школа, детский сад, участковая больница, дом культуры, библиотека, магазин и церковный приход при православном храме Иоанна Богослова.